# John Reardon
John Henry Reardon (Halifax, 30 de julho de 1975) é um ator canadense. Ele é mais  conhecido por seus papéis em White Chicks (2004), Arctic Air (2012-14) e Hudson & Rex (2018-presente).

## Vida pessoal
Casou-se com a atriz Meghan Ory em 2008. Eles se conheceram ao contracenarem juntos na minissérie de 2006 Merlin's Apprentice. Eles têm um filho nascido em maio de 2018 e uma filha nascida em outubro de 2019.

## Filmografia

### Filmes
| Ano  | Titulo                                | Papel                   | Nota                                        |
| ---- | ------------------------------------- | ----------------------- | ------------------------------------------- |
| 2002 | The Real World Movie: The Lost Season | Adam                    | Telefilme                                   |
| 2003 | 1st to Die                            | David Brandt            | Telefilme                                   |
| 2004 | White Chicks                          | Heath                   |                                             |
| 2005 | Severed                               | Greg                    | Telefilme                                   |
| 2005 | Fallen                                | O Homem                 | Curta-metragem                              |
| 2006 | Scary Movie 4                         | Jeremiah                |                                             |
| 2007 | Blue Smoke                            | Josh                    | Telefilme                                   |
| 2007 | A Valentine Carol                     | Matt                    | Telefilme                                   |
| 2008 | 7 Things to Do Before I'm 30          | Danny                   | Telefilme                                   |
| 2008 | Make It Happen                        | Joel                    |                                             |
| 2008 | Son of the Dragon                     | D.B.                    | Telefilme                                   |
| 2010 | Super Hybrid                          | David                   |                                             |
| 2010 | Tron: Legacy                          | Jovem Kevin Flynn / Clu | Dublê de corpo                              |
| 2011 | Bringing Ashley Home                  | David Powell            | Telefilme                                   |
| 2012 | Deadly Hope                           | Michael Kirby           | Telefilme                                   |
| 2012 | The Philadelphia Experiment           | Delegado Carl Reed      | Telefilme; Remake do filme homônimo de 1984 |
| 2014 | The Christmas Secret                  | Jason                   | Telefilme                                   |
| 2016 | Love on the Sidelines                 | Danny Holland           | Telefilme                                   |
| 2016 | I'll Be Home for Christmas            | Detetive Mike Kelley    | Telefilme                                   |

### Televisão
| Ano           | Titulo               | Papel                 | Nota                                               |
| ------------- | -------------------- | --------------------- | -------------------------------------------------- |
| 2001          | The Chris Isaak Show | Bruce                 | Episódio: "Our Place"                              |
| 2002–05       | Edgemont             | Josh Wyatt            | 11 episódios                                       |
| 2002          | The Twilight Zone    | Sam                   | Episódio: "Dream Lover"                            |
| 2003          | Andromeda            | Luck                  | Episódio: "Answers Given to Questions Never Asked" |
| 2004          | Tru Calling          | Randall Thompson      | 3 episódios                                        |
| 2006          | Merlin's Apprentice  | Jack                  | Minissérie                                         |
| 2006          | The L Word           | Residente / Jovem Pai | 2 episódios                                        |
| 2007          | Painkiller Jane      | Brian                 | 9 episódios                                        |
| 2010          | Eureka               | Dr. Derek Thergood    | Episódio: "Stoned"                                 |
| 2011          | Hellcats             | Jimmy                 | Episódio: "Fancy Dan"                              |
| 2011          | Clue                 | Wheeler               | 2 episódios                                        |
| 2012–14       | Arctic Air           | Blake Laviolette      | Elenco principal                                   |
| 2012–14       | Continuum            | Greg Cameron          | Elenco recorrente                                  |
| 2013          | Supernatural         | Shane / Prometheus    | Episódio: "Remember the Titans"                    |
| 2014          | When Calls the Heart | Nate                  | 2 episódios                                        |
| 2019-presente | Hudson & Rex         | Charlie Hudson        | Elenco principal                                   |